# ريخارد زورغه
ريخارد زورغه (بالروسية: Рихард Зорге) وُلد في 4 أكتوبر 1895 بضاحية صابونجي في باكو بأذربيجان، التابعة للإمبراطورية الروسية في ذلك الوقت وأعدم في سجن سوجامو في العاصمة اليابانية طوكيو بتاريخ 7 نوفمبر 1944، شيوعي ألماني وعميل سوفيتي، نال شهرة واسعة لدى المهتمين بالجاسوسية لما تمكن من جمعه من معلومات استخباراتية أثناء الحرب العالمية الثانية. عمل صحفيًا في كلا من ألمانيا واليابان، أُلقي القبض عليه وأُعدم شنقًا بتهم التجسس، عُرف في إدارة الاستخبارات العسكرية السوفيتية الخارجية باسم رامزي (بالروسية: Рамзай) كما اشتُهر عالميًا كونه أحد أمهر ضباط الاستخبارات السوفيتية خلال الحرب العالمية الثانية على حد وصف الصحفي والناقد الأسترالي فيليب نايتلي صاحب كتاب ثاني أقدم المهن (بالإنكليزية: The Second Oldest Profession) الصادر عام 1986.

## المعلومات الاستخباراتية الحربية
مدّ زورغه الجيش الأحمر بمعلومات عن حلف مناهضة الكومنترن كما أرسل تحذيرات بشأن الهجوم على بيرل هاربر، كما دارت الأقاويل بشأن تحذيرات مماثلة أرسلها زورغه عام 1941 بخصوص الموعد المحدد لبدء الغزو الألماني للاتحاد السوفيتي، وهو ما قابلته موسكو بمجرّد برقية شُكر في حين تجاهل جوزيف ستالين الأمر برمّته، على الرغم من تأكيد العديد من المصادر الاستخباراتية السوفيتية الأخرى لتحذيرات زورغه ومنها ليوبولد تريبر عضو حلقة الأوركسترا الحمراء التجسسية العاملة على الحدود الألمانية.
على الجانب التحليلي، أُعتبر زورغه أكثر العملاء قدرة على تحديد الموعد المرتقب لبدء عملية بارباروسا، حيث أرسل تحذيراته للاتحاد السوفيتي ببدء الهجوم الألماني في 20 يونيو 1941 (قبل الموعد الحقيقي بيومين الذي لم يتمكن زورغه من تحديده بدقة) خاصة بعدما تحصّل زورغه على معلوماته من الملحق العسكري الألماني بالسفارة الألمانية في اليابان العميد إرفين شول، كما قام ويلي ليمان النقيب بالجيستابو وعضو حلقة لوسي التجسسية بإرسال برقية مماثلة بنفس موعد الهجوم الذي أرسله زورغه مسبقًا إلى المفوضية الشعبية للشؤون الداخلية بموسكو، وقد تجاهلها ستالين هي الأخرى.
وفي عام 1964 نشرت الصحافة السوفيتية موضوعًا بهذا الخصوص أوردت فيه إرسال سورغه لبرقية في 15 يونيو 1941 جاء فيها ستبدأ الحرب في 22 يونيو ، كما نُشر لاحقًا تصريح جاء على لسان ستالين نفسه قائلا:
| ريخارد زورغه | هذا الوغد يُنشئ المصانع والمواخير في اليابان ويدّعي أن الهجوم الألماني سيبدأ في 22 يونيو، وتريدون مني تصديقه؟ | ريخارد زورغه |

وفي برقيته لموسكو بتاريخ 14 يونيو 1941 أرسل زورغه معلومات دقيقة حول الموقف الياباني تجاه الحرب على الاتحاد السوفيتي، موضحًا أن اليابان لن تهاجم الاتحاد السوفيتي إلا بعد:
1. استيلاء قوات المحور على موسكو
2. وصول حجم جيش كوانتونغ ثلاثة أضعاف حجم الجيش الأحمر في الشرق الأقصى
3. اندلاع الحرب الأهلية في سيبيريا[7]

ومع نهاية سبتمبر 1941 أرسل زورغه برقية أخرى للاتحاد السوفيتي، مؤكدًا فيها تخلّي اليابان تمامًا عن فكرة مهاجمة الاتحاد السوفيتي في الشرق الأقصى
| ريخارد زورغه | مكّنت هذه المعلومات الاتحاد السوفيتي من نقل الوحدات العسكرية من الشرق الأقصى، على الرغم من أن تواجد جيش كوانتونغ في منشوريا كان يحتّم بقاء أعداد كبيرة من القوات السوفيتية على الحدود الشرقية... | ريخارد زورغه |

وهي البرقية التي اعتبرها العديد من المؤرخين سببًا رئيسيًا في تحويل وجهة الوحدات المتواجدة في سيبيريا للمشاركة في معركة موسكو، حيث مُني فيها الجيش الألماني بأولى هزائمه التكتيكية في الحرب.
كما كان لمعلوماته الاستخباراتية عن معركة ستالينغراد أثرها في تغيير مقدّرات الحرب، حيث أرسل زورغه تحذيراته للقيادة السوفيتية موضحًا نية اليابان المبيّتة لغزو الاتحاد السوفيتي من الشرق حال سقوط ستالينغراد في أيدي القوات الألمانية، ومن ثمّ يصبح الطريق مفتوحًا أمام قوات المحور للاستيلاء على حقول النفط في باكو، كذلك المؤن والأغذية التي تقوم قوات الحلفاء بإرسالها للاتحاد السوفيتي من الخليج العربي عبر إيران حتى ستالينغراد مرورًا بنهر الفولغا، ومع انتصاف عام 1941 اتخذ اليابانيون قرارهم الإستراتيجي بالتوجه شرقًا وجنوبًا بدلًا من التوجه شمالًا، مما يعني أن معلومات زورغه عن الهجوم الياباني المتوقّع كانت تأمّلية على أقصى تقدير، وإن ساعدت الاتحاد السوفيتي على تحصين المدينة جيدًا والتصدي للهجوم الألماني.

## زورغه في الثقافة العامة
صدرت العديد من القصص عن حياة ريخارد زورغه؛ لعل من أهمها:
- قصة هانز هيلموت كيرست الصادرة بالألمانية تحت عنوان Letzte Karte spielt der Tod (بالعربية: ورقة الموت الأخيرة والتي أُعيد نشرها بالإنكليزية في نيو يورك تحت عنوان The Last Card (بالعربية: الورقة الأخيرة) من قِبل دار نشر Pyramid Publications, Inc. عام 1967 وفي لندن تحت عنوان Death Plays the Last Card (بالعربية: الموت يلعب ورقته الأخيرة) من قِبل دار نشر Fontana عام 1968
- قصة مورغان سبورتس الصادرة بالفرنسية تحت عنوان  L'Insensé (بالعربية: المجنون) من إصدارات دار نشر Grasset عام 2002 والتي أُعيد نشرها باليابانية من قِبل دار نشر Iwanami Shoten عام 2005
- رواية الكاتب الأسترالي بريان كاسترو الصادرة بالإنكليزية تحت عنوان Stepper (بالعربية: السائر) عام 1997
- مجموعة الكاتب البوسني الأمريكي ألكسندر هومين الصادرة بالإنكليزية تحت عنوان The Question of Bruno (بالعربية: مسئلة برونو) عام 2000
- الفصول الأخيرة من مانغا أوسامو تيزوكا الصادرة باليابانية تحت عنوان アドルフに告 - نح: أودوروفو ني تسوغو، (بالعربية: الاستجابة لأدولف)
- (الجاسوس المعصوم .. سيرة مشوقة عن عميل ستالين السري) سيرة حياة العميل من كتابة أوين ماثيوز.[10]

## قراءة مفصلة
- Johnson, Chalmers An Instance of Treason: Ozaki Hotsumi and the Sorge Spy Ring. Stanford University Press, 1964. (paperback, ISBN 0-8047-1766-4)

## وصلات خارجية
- ريخارد زورغه على موقع الموسوعة البريطانية (الإنجليزية)
- ريخارد زورغه على موقع مونزينجر (الألمانية)
- ريخارد زورغه على موقع إن إن دي بي (الإنجليزية)
- الفيلم الياباني Spy Sorge الذي أُنتج عام 2003 حول حياة ريخارد زورغه وتم تصوير بعض مشاهده في كيتاكيوشو.
- Sorge: A chronology، علّق عليه مايكل يودل.
- مجموعة على الفيسبوك حول ريخارد زورغه.